# Manater
For møntenheden, se aserbajdsjansk manat.
Manater (Trichechidae) er en familie af store pattedyr som lever i salt- og ferskvand. Manaterne er planteædere, og bruger det meste af deres tid på at græsse. De holder til i lavvandede, sumpagtige kystområder og floder i tropiske og subtropiske strøg rundt om Atlanterhavet, i både fersk- og saltvand.
Trichechus (manater) er den eneste slægt i familien Trichechidæ. Sammen med dygongfamilien udgør manaterne ordenen søkøer (Sirenia). Manaterne adskiller sig fra dygongerne ved at hovedet er mere afrundet og ved at halen er formet som en stor, rund padleåre, mens dygongens hale deler sig i to.
Der findes tre arter manater:
- Vestindisk manat, Trichechus manatus, som findes ved de vestindiske øer i Caribiske hav og langs nordøstkysten af Sydamerika. Floridamanat (Trichechus manatus latirostris) og antil-manat (Trichechus manatus manatus) regnes som underarter af den vestindiske manat.[1]
- Vestafrikansk manat, Trichechus senegalensis, som holder til langs vestkysten af Afrika, fra Senegal til Angola, og i flodsystemer ind i landet.
- Amazonas-manat, Trichechus inunguis, som lever i flodsystemet i Amazonas.

Der er fundet hybrider mellem amazonas-manat og vestindisk manat ved mundingen af Amazonasfloden.

## Baggrundsstof
- Wikimedia Commons har flere filer relateret til Manater
- Om Floridamanat Arkiveret 27. september 2007 hos  Wayback Machine Florida Fish and Wildlife Conservation Commission
- Florida Manatee Recovery Plan, Third Revision kan downloades fra denne side hos U.S. Fish and Wildlife Service
- Coastal Zone Management Authority & Institute i Belize Arkiveret 29. september 2007 hos  Wayback Machine